# Sindelfinger Annalen
Bei den Sindelfinger Annalen (Annales Sindelfingenses) handelt es sich um eine im 13.–15. Jahrhundert im Stift Sindelfingen verfasste Chronik. Sie wurde 1261 von dem Sindelfinger Chorherrn Heinrich von Meßkirch begonnen, bald darauf von Konrad von Wurmlingen und nach dessen Tod 1295 von unbekannten Chorherren bis zur Verlegung des Stifts nach Tübingen im Jahr 1477 fortgeführt. Sie berichtet von der Gründung des Stifts Sindelfingen, von der Genealogie der Grafen von Calw im 11./12. Jahrhundert und von der deutschen Geschichte im 13.–15. Jahrhundert. Daneben enthält sie einen Nekrolog. Sie ist nur in sechs unvollständigen Auszügen aus dem 15.–16. Jahrhundert überliefert.

## Ausgaben
- Carl Friedrich Haug (Hrsg.): Chronici Sindelfingensis quae supersunt e manuscriptis Crusianis et Gabelcoverianis collecta atque digesta. Tübingen 1836
- Conradi de Wurmelingen annales Sindelfingenses 1276-1294 In: Johann Friedrich Böhmer (Hrsg.): Fontes rerum Germanicarum Band 2, S. 464–472
- Annales Sindelfingenses. In: Georg Heinrich Pertz (Hrsg.): Annales aevi Suevici. Hiersemann, 1963 (Monumenta Germaniae Historica, SS Band 17)
- Fragmenta libri anniversariorum ecclesiae collegiatis Sindelfingensis In: F. L. Baumann (Hrsg.): Dioeceses Augustenses, Constantiensis, Curiensis (Necrologia Germaniae, tomus I)
- P. Zinsmaier (Hrsg.): Ein unbekanntes Bruchstück der Sindelfinger Annalen. In: ZGO 88 (NF 46)/1936, S. 629–634
- Hermann Weisert / Stadt Sindelfingen(Hrsg.): Annales Sindelfingenses. 1083-1482. Sindelfingen 1981 (ohne ISBN)